# Résidence hôtelière à vocation sociale
Une résidence hôtelière à vocation sociale, RHVS, est un type d'établissement commercial d'hébergement meublé créé en France par la loi ENL du 13 juillet 2006. Le but est d'atteindre 5000 places en France métropolitaine.
La RHVS est un établissement commercial d'hébergement meublé qui s'adresse à tout public.
Les gens louent à la journée, la semaine ou au mois. Les clients peuvent éventuellement occuper un RHVS à titre de résidence principale.
Au moins 30 % des logements sont réservés aux gens qui ont du mal à trouver un logement.
La surface habitable est d'au moins 14 m2. Le logement comprend une cuisine équipée.
La RHVS doit avoir au moins trois services parmi : le linge fourni, le nettoyage des lieux, le repas du matin et l'accueil.